# Hypsiboas pulchellus
Hypsiboas pulchellus és una espècie de granota que viu al Brasil, Argentina, el Paraguai i l'Uruguai.
Està amenaçada d'extinció per la pèrdua del seu hàbitat natural.